# Marzena Łazarz
Marzena Łazarz (ur. 1990 w Tarnowie) – polska sztangistka, paraolimpijka, srebrna medalistka mistrzostw europy.
Zawodniczka klubu Start Tarnów startująca w kategorii wagowej poniżej 60 kilogramów. Jej trenerami są Bogusław Szczepański i Jerzy Mysłakowski.
Na Mistrzostwach Europy w 2007 roku w Kawali zdobyła srebrny medal.
Wystartowała w igrzyskach paraolimpijskich 2008 w Pekinie. Jej wynik to 82,5 kilograma. Wystarczyło to jedynie do zajęcia 6 miejsca.